# Macrotyloma geocarpum
Macrotyloma geocarpum (лат.) — вид цветковых растений рода Макротилома (Macrotyloma) семейства бобовых. Относится к трибе фасолевых подсемейства мотыльковых. Зернобобовая культура. Травянистое однолетнее растение, плоды созревают через 90—150 дней после посева. Терпим к засухе. Даёт съедобные плоды в бобах, которые развиваются в почве. Похож на арахис и также называется земляным орехом. Отличается геокарпией. Центр происхождения в саваннах Западной Африки. Произрастает в Западной Африке, преимущественно в Бенине и приграничных регионах. Незрелые и зрелые семена очень питательны. Содержит 19,4 % белков, 66,6 % углеводов и 1,1 % жиров, что делает его очень важным источником пищевого белка. Важная составляющая в рационе жителей Бенина. В Западной Африке урожайность была оценена в пределах 450—500 кг/га сухих семян.
Имеет незначительное экономическое значение в странах Чёрной Африки. Быстро исчезает в традиционной системе земледелия фермеров на юго-западе Нигерии.
Авторы названия таксона — бельгийские ботаники Робер Маршал (Robert Maréchal) и Жан-Клод Боде (Jean-Claude Baudet). Название таксона основано на базиониме, автором которого является немецкий ботаник Германом Хармсом как Kerstingiella geocarpa Harms.

## Синонимы
Синонимы:
- Kerstingiella geocarpa Harms (базионим)
- Voandezia poissonii A.Chev.